# Fugue
《Fugue》는 2016년에 창작된 하이퍼서사(hyperfiction) 작품으로, 윤서연과 이금영이 스토리텔러로 창작에 참여하였다. 작품은 해리성 둔주장애를 앓는 남자A와 그를 만나 돌보고 사랑하게 되는 여자B의 이야기를 다루고 있다. 총 22개의 유닛(UNIT)으로 구성되어 있으며 '인트로' 유닛이 1개, '방랑자 A'의 유닛이 11개, '그리고 바텐더 B'의 유닛이 10개로 되어 있다. 하이퍼서사의 국내 창작 사례로 2017년 학술논문에 기재되었다.

## 줄거리
<Fugue>는 해리성 둔주를 앓는 남자가 기억을 잃은 상태로 돌아다니다가 한 여자를 만나 같이 바텐더 일을 배워가며 살게 되면서 이야기가 시작된다. 둘은 점차 서로에게 가까워지며 사랑에 빠지게 되고, 남자는 기억을 잃은 자신의 상태를 불안해하고 여자에게도 미안해한다. 그러던 중 남자가 먼저 여자에게 고백을 하게 되고, 여자는 이를 받아들인다. 이후 행복한 시간을 보내던 어느 날, 남자가 자신의 원래의 기억을 되찾게 되면서 여자에 대한 기억은 잊어버리고 여자를 떠나게 되면서 이야기는 끝을 맺는다.
하지만 이야기를 다른 방향에서 진행하게 되면 전개 양상이 바뀐다. 다음 이야기 버튼이 아닌, 이전 이야기 버튼을 선택하여 이야기를 진행시키면 남자의 기억이 삭제되는 형식으로 이야기가 진행되며, 인트로 페이지에서 남자의 이야기가 아닌 여자의 이야기를 선택하면 또 다른 시점으로 이야기를 읽을 수 있다.

## 작품 분석
작품의 제목인 "Fugue"는 의학용어로 "배회증"을 뜻한다. "배회증"이란 정신병의 하나로 이렇다 할 목적지도 없이 여기저기를 배회하는 증상이다. 해리성 둔주(Dissociative fugue)에도 쓰인다.
인트로 페이지에서 거의 모든 스토리에 직접 접근이 가능한 구조로 되어 있어 랜덤한 스토리 진행이 가능하다. 또한 독자가 원한다면 순차적으로 진행할 수 있도록 하단에 따로 남자 스토리와 여자 스토리 링크를 마련해두었다.
거의 모든 유닛에 스토리와 연관성이 깊은 이미지들이 사용되었다. 제목들도 인상깊다. '어린왕자의 지구착륙', '거울나라의 앨리스'등 동화에서 따온 듯한 제목들이 남자 스토리에 붙여져 있으며, '보점 카레서', '푸시푸트', '준벅' 등 칵테일 이름을 따온 제목들이 바텐더인 여자 스토리에 붙여져 있다. 이미지와 제목의 상징성은 주목해서 볼 만한 수준이며 스토리의 완결성 또한 훌륭한 편이다.